# ناگائوکا، نیگاتا
ناگائوکا در استان نیگاتا در کشور ژاپن  واقع شده‌است  که دارای جمعیت ۲۸۱٬۲۲۲ نفر و مساحت ۸۴۰٫۸۸ کیلومتر مربع با تراکم جمعیت ۳۳۴  نفر در کیلومترمربع است و در تاریخ ۱ آوریل ۱۹۰۶ به عنوان شهر شناخته شد.